# Accelerate (Christina Aguilera)
Accelerate è un singolo della cantautrice statunitense Christina Aguilera, pubblicato il 3 maggio 2018 come primo estratto dall'ottavo album in studio Liberation.
Il singolo ha visto la collaborazione dei rapper statunitensi Ty Dolla Sign e 2 Chainz.

## Video musicale
Il videoclip è stato pubblicato il 3 maggio 2018 sul canale Vevo-YouTube della cantante.

## Classifiche
| Classifica (2018) | Posizione massima |
| ----------------- | ----------------- |
| Cile              | 87                |